# Distrito General Campos
El distrito General Campos es una subdivisión del departamento San Salvador de la provincia de Entre Ríos, Argentina. Está conformado según el decreto provincial N° 4337/1996 por el ejido municipal de la localidad de General Campos, un sector no organizado integrante del circuito electoral N° 312 Walter Moss, otro sector no organizado ubicado al este del ejido de General Campos, y la jurisdicción del centro rural de población de Colonia Oficial Nº 5.
Fue formado con los sectores de los distritos Yeruá y Yuquerí separados del departamento Concordia al momento de la creación del departamento San Salvador. Tiene una extensión de 326 km² y se ubica en el centro-este del departamento.